# Himno del estado Anzoátegui
El Himno del estado Anzoátegui, fue adoptado el 14 de noviembre de 1910 (114 años). Es un canto en el que se expresa el heroísmo de los hijos y guerreros que lucharon y la grandeza del territorio de los que lo habitan. 
Fue escrita por Enrique Pérez Valencia y compuesta por el músico italiano Ángel Mottola Martucci.

## Historia[1]
Con motivo de la conmemoración del primer centenario del 19 de abril de 1810, (inicio de la independencia de Venezuela) se abrieron concursos en entidades del país para seleccionar la letra y la música de sus respectivos himnos oficiales. Estado Anzoátegui no fue la excepción de la regla, pues a principios de 1910 el entonces gobernador del estado, General Armando Rolando abrió un concurso para elegir el himno de Estado Anzoátegui.
El 2 de julio de 1910 se dio a conocer el veredicto del concurso que seleccionó las estrofas del himno las cuales fueron escritas por el poeta de la ciudad de Barcelona (Venezuela), Enrique Pérez Valencia.
Por su parte el concurso destinado a buscar la música del himno fue ganado por el músico italiano Ángel Mottola Martucci, según consta en el acta de la reunión del jurado integrado por F. R. Lyon, Tomás Castillo Rengel, José Lino Lárez y Giuseppe Marcheti del 13 de noviembre de 1910, sin embargo su decisión fue dada a conocer de manera oficial el 14 de noviembre de 1910 en documento firmado por el Secretario General de Gobierno de Estado Anzoátegui, José Antonio Godoy.

## Letra
Esta es la letra del himno
| — CORO — Ayer fuiste pujante y altiva, en la lucha sangrienta y tenaz; más ya, patria te ciñes la oliva; y hoy tu gloria se funda en la paz. (2x) — ESTROFA I — ¡Patria ilustre! tus hijos recuerdan con orgullo la trágica lucha: ¡aun parece que en torno se escucha el tremendo rugir del cañón! (2x) fue la prueba temible tan larga, que la sangre a torrentes vertiste, y en la homérica lid te creciste, esforzando el marcial corazón. — ESTROFA II — En los brazos de insignes guerreros, con Anzoátegui, Freites, Monagas, arrasaste las bélicas plagas y te erguiste triunfante doquier; en la liza feral y gloriosa Contra Iberia de heroica porfía, tuya fue la postrer bizarría; tuya fue la victoria postrer. (2x) (CORO) |